# Meridianville, Alabama
Meridianville är en ort (CDP) i Madison County, i delstaten Alabama, USA. Enligt United States Census Bureau har orten en folkmängd på 6 021 invånare (2010) och en landarea på 40,3 km².